# Danh sách nhân vật trong Thất kiếm anh hùng
Thất kiếm anh hùng là bộ phim hoạt hình do Trung Quốc dựa theo bộ phim cùng tên do hai nhà làm phim Trung Quốc là Vương Hồng và Hạ Mộng Phàm dựng lên, dựa theo tiểu thuyết "Thất kiếm hạ Thiên Sơn" (七劍下天山) của Lương Vũ Sinh.
Tại Việt Nam, phim đã được trình chiếu trên hai kênh truyền hình là HTV3 và kênh BiBi, dài hơn 300 tập phim và được phát sóng liên tục tất cả các ngày trong tuần.

## Nội dung tổng quát các phần
Bộ phim kể về cuộc hành trình giải cứu thế giới của bảy thiếu hiệp đại diện cho chính nghĩa: Hồng Miêu, Lam Thố, Đậu Đậu, Sa Lệ, Đại Bôn, Khiêu Khiêu, Đạt Đạt với các thế lực tà ác.

## Những nhân vật chính

### Bạch Miêu
Danh Hiệu: Trường Hồng Kiếm Chủ, Bạch Miêu Đại Hiệp
Cha của Hồng Miêu, là cựu Trường Hồng Kiếm Chủ, thủ lĩnh Thất Hiệp. 50 năm trước, ông đã cùng mẹ Lam Thố và năm tay kiếm khác Thất Kiếm Hợp Bích đánh bại Giáo chủ Ma giáo Hắc Tâm Hổ. Tuy nhiên, Hắc Tâm Hổ vẫn chưa chết. 50 năm sau, hắn quay lại, và khiến cựu Trường Hồng Kiếm Chủ hy sinh trong tập đầu tiên.
Lồng tiếng Trung: Trương Hoài Võ
Lồng tiếng Việt: Tạ Bá Nghị

### Hồng Miêu
Danh Hiệu: (Tân) Trường Hồng Kiếm Chủ, Bạch Y Thiếu Hiệp
Là thủ lĩnh của nhóm Thất hiệp, con trai của Cựu thủ lĩnh Thất hiệp Bạch Miêu. Cậu là người giỏi nhất Thất hiệp, có đủ phẩm chất của một người anh hùng: võ công cao cường, đầu óc sắc bén, thông minh, nghĩa hiệp, tài chỉ huy xuất sắc, điềm tĩnh, gan dạ, giàu lòng thương người. Ngoài ra, Hồng Miêu còn có tình cảm đặc biệt với Lam Thố, dù rất nhiều cô gái thích cậu, nhưng cậu chỉ quan tâm giúp đỡ như bạn bè. 
Lồng tiếng Trung: Phó Dĩ Lâm
Lồng tiếng Việt: Nguyễn Anh Tuấn
Ngày sinh của cậu là ngày 31 tháng 7
Trong mười hai cung hoàng đạo, Hồng Miêu là cung Sư Tử
Sức Mạnh: Hoả (Lửa)
Nơi ở: Tây Hải phong lâm (Tương Tây - Trương Gia Giới) 
Vũ Khí: Trường Hồng Kiếm (dài 116.64 cm, nặng 30 kg, thân kiếm đỏ đậm như máu, chém sắt như chém bùn)
Kiểu võ công: Chí dương chí cương, lấy động chế tĩnh
Khinh công: Đạp Tuyết Tìm Mai, Thê Vân Tung, Lăng Ba Vi Bộ
Tâm pháp: Phi Hồng Tâm Pháp (Nhất Chiêu Tam Thức, Nhất Thức Cửu Biến)
Chiêu thức:
Nhất chiêu tam thức
Hỏa Vân Mãn Thiên
Thải Hồng Mạn Thiên
Thái Kiều Hoành Không
Hồ Trạng Hồng Nghê
Hồng Hà Phi Tiên
Quang Mang Vạn Trượng
Nhật Chiếu Cửu Châu
Phật Quang Phổ Chiếu
Phật Quang Hàng Ma
Vạn Phật Triều Tông
Phi Long Tại Thiên
Thần Long Cửu Biến
Dục Hỏa Trùng Sinh
Phong Sinh Thủy Khởi
Xích Cầu Xuất Lung
Khí Quán Trường Hồng
Trường Hồng Phi Thiên
Trường Hồng Tại Thiên
Trường Hồng Huyễn Ảnh
Trường Hồng Kích Lãng
Trường Hồng Lạc Nhật
Trường Hồng đại pháp
Kiếm chiêu hợp bích: Trường Hồng Quán Nhật
Kiếm chiêu song kiếm hợp bích: Long Du Cửu Thiên, Long Phụng Trình Tường.
Võ công khác: Càn Khôn Đại Na Di, Giáng Long kiếm, Ngự Kiếm Thuật, Trường Hồng Chân Khí, Thu Phong Táo Lạc Diệp
Kiếm chiêu mạnh nhất: Hỏa Vũ Toàn Phong
Kiếm chiêu cuối cùng (tự sát chiêu): Thiên địa đồng thọ

### Lam Thố
Danh Hiệu: Băng Phách Kiếm Chủ, Ngọc Thiềm cung Chủ, Võ Lâm Đệ Nhất Mỹ Nhân, Sứ Giả Hoà Bình
Tay kiếm thứ hai trong Thất Hiệp, hậu duệ của Thỏ Ngọc Tiên Nữ. Lam Thố là Cung Chủ Ngọc Thiềm Cung, được người đời phong danh Thiên Hạ Đệ Nhất Mỹ Nhân, sở hữu võ công cao cường. Cô thông minh, xinh đẹp, dịu dàng, tốt bụng lương thiện, tinh thần bằng hữu và chính nghĩa rất mạnh. Là người có địa vị cao, sống trong nhung lụa, nhưng Lam Thố không hề kiêu căng, ngạo mạn mà luôn quan tâm, đối xử dịu dàng với mọi người, kể cả là xa lạ. Tuy nhiên, cũng vì bản tính lương thiện ấy mà cô thường xuyên bị kẻ xấu lợi dụng. Ngoài ra Lam Thố rất tài giỏi trong việc nữ công gia chánh, cũng như Hồng Miêu, cô rất yêu cậu.
Lồng tiếng Trung: Yến Đình
Lồng tiếng Việt: Võ Ngọc Quyên
Ngày sinh của Lam Thố là 1/3
Trong mười hai cung hoàng đạo, cô là cung Song Ngư
Sức mạnh: Băng
Nơi ở: Thiên Môn Sơn - Ngọc Thiềm Cung
Vũ khí: Băng Phách Kiếm (dài 93.3 cm, nặng 23 kg, thân lưỡi hẹp, cực kỳ lạnh, cạnh sắc, người bình thường không thể sử dụng nó)
Kiểu võ công: Lấy động chế tĩnh, Lấy nhu khắc cương.
Chiêu thức:
Băng Hoa Thủy Nguyệt
Bách Phụng Hồi Sào
Băng Tuyết Tiêu Dung
Thiên Lý Băng Phong
Băng Đông Tam Xích
Tuyết Thượng Gia Sương
Tuyết Hoa Phi Tiên
Băng Khởi Tuyết Lai
Tuyết Nhược Thanh Thiên
Tuyết Nhu Vân Khí
Phách Băng Xuất Liên
Băng Tuyết Giao Gia
Băng Tuyết Mạn Dương
Mạn Thiên Băng Vân
Băng Kích Ngọc Cốt
Băng Phách Ngưng Kết
Thiên Nữ Tán Hoa
Nguyệt Mãn Hàn Băng
Thiên Hàn Địa Đống
Kiếm Quyền Lê Hoa
Lạc Anh Tân Phân
Ngũ Nguyên Quy Tâm
Họa Long Điểm Tinh
Thái Sơn Áp Đỉnh
Tiên Nhân Chỉ Lộ
Bách Chuyển Thiên Hồi
Kiếm chiêu hợp bích: Băng Thiên Tuyết Địa
Kiếm chiêu song kiếm hợp bích: Phụng Vũ Thiên Tế.
Kiếm chiêu mạnh nhất: Băng Cực Hỏa Chuyển, Băng Sát Cửu Trùng Thiên
Sát chiêu: Băng Phách Hàn Khí Trận
Võ công khác: Lưu Vân Phi Tụ, Hàn Băng Tỏa, Tú Nữ Thần Trâm (Thần Trâm Hàng Ma Tỏa), Băng Tuyết Lê Hoa Kiếm, Quan Âm Tuyết Liên Hoa, Bát Quái Thiên Băng Tinh Trụ, Tán Phách Thần Công, Hổ Phách Thần Đồng, Băng Phách đại pháp

### Sa Lệ
Danh Hiệu: Tử Vân Kiếm Chủ
Là tay kiếm thứ ba trong Thất Hiệp. Nhưng trước khi Hồng Miêu và Lam Thố biết được điều đó thì cô đã bị Mã Tam Nương (phó giáo chủ ma giáo) khống chế và trở thành "Cô Gái Câm" phục vụ cho việc tam kiếm hợp bích. Sau này, Mã Tam Nương bị Hồng Miêu nghi ngờ, biết rằng nếu giữ mạng cho Sa Lệ thì sẽ bị phát hiện sớm nên đã ra tay đầu độc cô và đổ đi thuốc giải. Về sau, khi Hồng Miêu vô tình biết được Sa Lệ mới thực sự là Tử Vân kiếm chủ, cậu đã nhanh chóng đưa cô đến Lục Kỳ Cát gặp thần y Đậu Đậu để cứu chữa. Nhưng quá muộn, không thể cứu vãn. Sa Lệ mất đi cánh tay phải. Tuy nhiên cô không nản chí mà quyết tâm học bằng được kiếm pháp tay trái để chờ ngày Thất kiếm hợp bích thành công, cô sẽ ra tay giết Mã Tam Nương.
Lồng tiếng Trung: Lưu Dung
Lồng tiếng Việt: Nguyễn Thụy Thùy Tiên
Ngày sinh của cô là 25 tháng 4.
Trong mười hai cung hoàng đạo, Sa Lệ là cung Kim Ngưu. 
Sức mạnh: Vân (Mây)
Nơi ở: Quán trọ Kim Tiên Khê.
Vũ khí: Tử Vân Kiếm (dài 103.3 cm, nặng 25 kg,  lưỡi kiếm phát ra màu tím đại diện cho hoà bình)
Tử Vân tâm pháp: Tử khí đông lai, vân tiêu vụ tán
Kiểu võ công: Chí Âm Chí Nhu
Chiêu thức:
Tử Vân Nhất Thức
Tử Vân Xung Thiên 
Tử Tuyết Phi Dương 
Tử Trúc Phi Tiên 
Tử Anh Mạn Vũ 
Tử Hoa Mãn Địa 
Tử Quang Vạn Đạo 
Tử Thụ Khai Hoa
Tử Hà Mãn Thiên 
Tử Nhân Phi Tán 
Tử Chưng Hà Úy 
Vân Tiêu Vụ Tán 
Kiếm chiêu hợp bích: Tử Khí Đông Lai
Kiếm chiêu mạnh nhất: Thái Cực Phong Ấn (phong ấn thái cực quyền)
Khinh công: chưa biết
Các võ công khác: Tả thủ kiếm pháp (Kiếm pháp sử dụng tay trái)

### Đậu Đậu
Danh Hiệu: Vũ Hoa Kiếm Chủ, Thần Y
Đậu Đậu là tay kiếm thứ tư, nhỏ tuổi nhất trong Thất kiếm. Tuy vậy cậu lại là một thần y nổi tiếng gần xa. Yêu đùi gà nướng, tình tình nghịch ngợm, nhát gan sợ chết nhưng sẵn sàng lấy thân thử độc, làm tận chức trách của một vị y giả, dũng cảm xông pha không sợ hiểm nguy khi bạn bè gặp nạn.
Ngày sinh của cậu là 30 tháng 5
Lồng tiếng Trung: Lưu Quyên
Lồng tiếng Việt: Trần Hoàng Sơn
Trong mười hai cung hoàng đạo, Đậu Đậu thuộc cung SONG TỬ
Sức mạnh: Thủy (Nước)
Nơi ở: Lục Kỳ các
Vũ khí: Vũ Hoa Kiếm (dài 96.63 cm, nặng 26 kg)
Kiểu võ công: Cương nhu bính tấn, Hóa thực vi hư
Chiêu thức:
Phong Vũ Đồng Chu
Xuân Phong Hóa Vũ
Lê Hoa Phi Vũ
Bạo Vũ Lê Hoa
Lạc Hoa Mãn Thiên
Tật Hoa Kính Thảo
Hoa Vũ Mãn Thiên
Vị Vũ Trù Mục
Nhân Vũ Mông Mông
Đại Vũ Bàng Đà
Hồng Tiêu Vũ Tế
Phong Vũ Hối Minh
Hải Khiếu Long Ngâm
Sậu Vũ Cấp Phong
Thanh Tùng Đĩnh Lập
Đại Vũ Phân Phi
Kiếm chiêu hợp bích: Đại Vũ Phân Phi
Kiếm chiêu mạnh nhất: Thủy Mạn Kim Sơn
Võ công khác: Kim châm độ huyệt

### Đại Bôn
Danh Hiệu: Bôn Lôi Kiếm Chủ
Là tay kiếm thứ năm trong Thất Hiệp, rất thích rượu và cá cược, nhưng sau này cai được rượu và cờ bạc để lấy Bôn Lôi kiếm. Đại Bôn là một người hào sảng, suy nghĩ đơn giản, ghét ác như thù, thích ra tay hành hiệp trượng nghĩa, nhưng đôi lúc nóng nảy hấp tấp. Tuy vậy, cậu sống rất có tình có nghĩa. Cậu cũng có tình cảm với Sa Lệ (đôi lúc còn gọi cô là vợ) và cũng rất sợ Sa Lệ.
Ngày sinh của cậu là 13 tháng 3
Lồng tiếng Trung: Trương Hoài Võ
Lồng tiếng Việt: Lâm Quốc Tín
Trong mười hai cung hoàng đạo, Đại Bôn là cung Song Ngư.
Sức mạnh: Lôi (Sấm Sét)
Nơi ở: Khoái Hoạt Lâm - Bôn Lôi Sơn Trang
Vũ khí: Bôn Lôi Kiếm (dài 109.98 cm, nặng 32kg, thanh kiếm có độ sáng nhất trong 7 thanh, khi rút kiếm tạo ra tiếng nổ như sấm sét), Thủy Hỏa côn
Kiểu võ công: Chí Cường Chí Cương, Tụ hư vi thực
Chiêu thức:
Nhất Thanh Nhị Bạch
Lôi Điện Hợp Nhất
Kình Hấp Trường Hồng
Bôn Lôi Vạn Lý
Bôn Dật Tuyệt Trần
Lôi Đình Vạn Điếu
Triều Minh Điện Xế
Điện Lưu Tinh Tán
Điện Siểm Lôi Minh
Phong Trì Điện Xế
Lôi Điện Giao Gia
Lưu Tinh Xế Điện
Tinh Trì Xế Điện
Tấn Điện Lưu Quang
Truy Vân Trục Điện
Bôn Lôi Cổn Cổn
Kiếm chiêu hợp bích: Cửu Thiên Lôi Động
Kiếm chiêu mạnh nhất: Lôi Đình Vạn Điếu
Võ công khác: Thủy Hỏa Côn pháp

### Khiêu Khiêu
Danh Hiệu: Thanh Quang Kiếm Chủ
Là tay kiếm thứ sáu trong Thất Hiệp. Lúc đầu, Khiêu Khiêu là gián điệp, trà trộn vào Ma Giáo nhằm mục đích trả thù cho cha mẹ mình. Tuy nhiên, trước khi thực hiện được mục đích, Hắc Tâm Hổ đã phát hiện ra. Vậy nên, cậu cùng Thất hiệp Thất kiếm hợp bích tiêu diệt Hắc Tâm Hổ. Là một người thông minh cơ trí, nếu không nhờ có Khiêu Khiêu bí mật giúp đỡ thì Hồng Miêu chưa chắc đã có thể nhanh chóng tập hợp đủ các tay kiếm để đánh bại Ma giáo.
Ngày sinh của cậu là 8 tháng 11
Lồng tiếng Trung: Tiểu Duệ
Lồng tiếng Việt: Thái Minh Vũ
Trong mười hai cung hoàng đạo, Khiêu Khiêu là cung Bọ Cạp.
Nơi ở: Thiên Huyền Luyện Không
Vũ khí: Thanh Quang Kiếm (dài 109.98 cm, nặng 26kg, khi thi triển trong môi trường có bão, sấm sét thì kiếm sẽ phát huy sức mạnh tối đa)
Sức Mạnh: Quang (Ánh Sáng)
Kiểu võ công: Âm Dương hợp nhất, Lấy nhanh chế nhanh
Khinh công: Thê Vân Tung
Chiêu thức:
Cửu Cửu Quy Nhất
Thanh Vân Trực Thượng
Lôi Điện Giao Gia
Điện Siểm Lôi Minh
Điện Quang Hỏa Thạch
Lão Ưng Triển Sí
Ưng Kích Trưởng Không
Thanh Quang Phổ Chiếu
Thanh Quang Vạn Trượng
Nhị Nguyệt Xuân Phong
Kim Thạch Vi Khai
Thanh Quang Tại Thiên
Kiếm chiêu hợp bích: Thanh Long Hàng Ma
Kiếm chiêu mạnh nhất: Phong Trì Điện Xế
Kiếm chiêu được biến hóa: Hàn Băng Chi Nhận

### Đạt Đạt
Danh Hiệu: Toàn Phong Kiếm Chủ
Tay kiếm cuối cùng trong Thất hiệp và là cốc chủ Bách Thảo cốc. Đạt Đạt là người lớn tuổi nhất trong thất kiếm, am hiểu cầm nghệ và y thuật, rất chín chắn, nho nhã lễ độ, văn thao võ lược, lạnh lùng với người ngoài nhưng ấm áp với gia đình và huynh đệ. Tuy chín chắn là vậy nhưng khi bị đụng tới điểm yếu thì rất dễ hoảng. Ngoài ra, cậu cũng là một người rất thương yêu vợ con, nhưng cũng chính vì thế mà gia đình là điểm yếu của Đạt Đạt.
Gia đình: Vợ (Đan Đan) và con trai (Hoan Hoan)
Ngày sinh của cậu là 5 tháng 1
Lồng tiếng Trung: Lương Thực Chi
Lồng tiếng Việt: Hồ Tiến Đạt
Trong mười hai cung hoàng đạo, Đạt Đạt là cung Ma Kết
Nơi ở: Bách Thảo cốc (Thập Lý Hoa Lan)
Vũ khí: Toàn Phong Kiếm (dài 96.63 cm, nặng 26 kg, thanh kiếm được mệnh danh là thanh kiếm bí ẩn nhất)
Sức Mạnh: Phong (Gió)
Kiểu võ công: Trong cương có nhu, trong nhu có cương
Chiêu thức:
Phong Bình Lãng Tĩnh
Toàn Phong Tứ Khởi
Bộ Ảnh Hệ Phong
Phong Vũ Giao Gia
Tham Phong Tứ Hà
Thảo Yến Phong Hành
Hưng Phong Tác Lãng
Bát Thảo Chiêm Phong
Bát Diện Sử Phong
Phong Quyên Tàn Vân
Kiếm chiêu khi hợp bích: Phong Khởi Vân Dũng
Kiếm chiêu mạnh nhất: Thiên Toàn Địa Chuyển
Chiêu thức khác: Trích Diệp Thương Nhân, Thiên Cầm Thần Công, Phi Hoa Đả Vật, Lưu Vân Phi Tụ

## Nhân vật hợp bích
Tổng cộng có mười bảy nhân vật có khả năng hợp bích, gồm:
- Bạch Miêu
- Mẹ Lam Thố
- Cha Khiêu Khiêu
- Mẹ Sa Lệ
- Cha Đại Bôn
- Cha Đậu Đậu
- Cha Đạt Đạt
- (Tân) Trường Hồng Kiếm Chủ
- Băng phách kiếm chủ
- Tử Vân Kiếm Chủ
- Bôn Lôi Kiếm Chủ
- Vũ Hoa Kiếm chủ
- Toàn Phong Kiếm Chủ
- Thanh Quang Kiếm Chủ
- Lục Tẩu
- Mã Tam Nương (Tử Vân Kiếm Chủ giả mạo)
- Hắc Tiểu Hổ (Trường Hồng Kiếm Chủ giả mạo)

### Song Kiếm Hợp Bích
Là loại hợp bích cấp thấp nhất. Song kiếm hợp bích chỉ cần hai thanh kiếm nên được sử dụng phổ biến trong hầu hết các phần, tuy nhiên sức công phá không mạnh lắm.
Lần đầu: Hồng Miêu và Lam Thố

### Tam Kiếm Hợp Bích
Là loại hợp bích cần ba thanh kiếm. Sức công phá không mạnh lắm, tuy có nhỉnh hơn so với Song kiếm. Được sử dụng trong hầu hết các phần.
Lần đầu: Hồng Miêu, Lam Thố và Mã Tam Nương

### Tứ Kiếm Hợp Bích
Là loại hợp bích cần bốn thanh kiếm, sức công phá tương đối lớn, một số phần không có loại hợp bích này
Lần đầu: Hồng Miêu, Lam Thố, Mã Tam Nương và Đậu Đậu

### Ngũ Kiếm Hợp Bích
Là loại hợp bích cần năm thanh kiếm, sức công phá lớn, được sử dụng trong các phần một, ba và bốn
Lần đầu: Hồng Miêu, Lam Thố, Mã Tam Nương, Đậu Đậu, và Đại Bôn

### Lục Kiếm Hợp Bích
Là loại hợp bích cần sáu thanh kiếm, sức công phá rất lớn, được sử dụng trong các phần một, ba và bốn
Lần đầu: Hồng Miêu, Lam Thố, Đậu Đậu, Mã Tam Nương, Đại Bôn, Khiêu Khiêu. [Sau khi hợp bích thì Hồng Miêu trúng độc (do Sinh Sinh Tạo Hóa Đơn mà Lam Thố lấy được từ Hắc Tiểu Hổ gây ra)]
Tiêu diệt: Có thể tiêu diệt Hắc Tiểu Hổ, Trư Vô Giới, Ngưu Toàn Phong, Hắc Sát, Bạch Sát, Linh Sơn Môn Chủ,..... Thực tế Lục Kiếm Hợp Bích còn có thể tiêu diệt được Hắc Long ở đầu phần bốn (Hay phần ba trên HTV3)
Người có khả năng chống lại: Hắc Tâm Hổ và Tam Lang khi biến thành ác ma

### Thất Kiếm Hợp Bích
Là loại hợp bích cấp cao nhất, cần tới cả bảy thanh kiếm. Loại hợp bích này có sức công phá khổng lồ khiến Kỳ Lân quay về, chỉ xuất hiện hai lần ở tập cuối của phần một và ba để chiến đấu với nhân vật phản diện chính.
Lần đầu: Hồng Miêu, Lam Thố, Mã Tam Nương, Đại Bôn, Đậu Đậu, Khiêu Khiêu, Đạt Đạt.
Lần thứ hai: Hồng Miêu, Lam Thố, Sa Lệ, Đại Bôn, Đậu Đậu, Khiêu Khiêu, Đạt Đạt.
Các lần xuất hiện:
Phần một: Thất kiếm hợp bích tiêu diệt Hắc Tâm Hổ
Phần ba: Thất kiếm hợp bích chống lại Tam Lang khi đã biến thành ác ma nhưng bất thành.
Người có khả năng chống lại: Tam Lang khi đã biến thành ác ma.

## Phần 1: Hồng Miêu Lam Thố Thất Hiệp Truyền Kỳ (Hồng Miêu Lam Thố Và Tiểu sử Bảy Hào Hiệp)

### Nội dung phần 1
Hắc Tâm Hổ và bọn thuộc hạ quay lại khu rừng yên bình nơi cha con Bạch Miêu sinh sống nhằm bắt Kỳ Lân xưng bá võ lâm. Lúc này Thất hiệp đã tan rã, chỉ còn Trường Hồng Kiếm Chủ Bạch Miêu. Tuy nhiên ông đã hy sinh trong lần đầu tiên gặp lại Hắc Tâm Hổ. Hồng Miêu - con trai của Bạch Miêu - nhận lệnh đi tìm bảy truyền nhân Thất kiếm để cùng quay lại Thất kiếm hợp bích tiêu diệt Hắc Tâm Hổ. 
- - Nhân vật phụ: Tử Thố
  - Nhân vật phản diện cuối cùng là chính diện: Ngưu Toàn Phong
  - Nhân vật chính diện: Thất hiệp, Lục Tẩu, Bạch Miêu,
  - Nhân vật phản diện: Trư Vô Giới, Hắc Tâm Hổ, Hắc Tiểu Hổ, Mã Tam Nương
  - Thiệt hại nhân vật: Ngưu Toàn Phong, Lục Tẩu, Bạch Miêu, Tử Thố hy sinh. Trư Vô Giới, Hắc Tâm Hổ, Hắc Tiểu Hổ.

### Ma Giáo
Theo chức vụ từ lớn đến bé:
- Giáo chủ: Hắc Tâm Hổ
  - Thiếu chủ: Hắc Tiểu Hổ
  - Phó giáo chủ: Mã Tam Nương
    - Hộ pháp: Khiêu Khiêu (khi làm gián điệp)
      - Tứ Đường chủ: Trư Vô Giới
      - Tam Đường chủ: Ngưu Toàn Phong

Các nhân vật trong Ma Giáo là nhân vật phản diện, ngoại trừ Khiêu Khiêu và Ngưu Toàn Phong [Một quân tử (Không như Trư Vô Giới) hy sinh để cứu bằng hữu (Đại Bôn)]

#### Hắc Tâm Hổ
Giáo chủ Ma giáo, là kẻ thù chính của Thất hiệp ở phần một. Hắn sở hữu một sức mạnh ghê gớm, tới mức chỉ Thất kiếm hợp bích mới có thể địch nổi. 50 năm trước, hắn bị Thất hiệp với thủ lĩnh là Trường Hồng kiếm chủ Bạch Miêu Thất kiếm hợp bích đánh bại. Bởi thế nên bây giờ, Hắc Tâm Hổ quay lại để trả mối thù xưa, đồng thời truy bắt Kì Lân uống máu, bởi hắn mắc một chứng bệnh lạ mà khi phát bệnh, người ta sẽ nổi điên và không thể kiểm soát được bản thân. Máu thường chỉ có thể làm dịu bệnh, còn muốn khỏi hoàn toàn thì cần phải có máu Kì Lân, và ngoài ra, có một lời đồn rằng ai uống máu Kì Lân sẽ trở thành bá chủ thiên hạ. Nhưng cuối cùng, hắn vẫn bị Thất kiếm hợp bích tiêu diệt.
Lồng tiếng Việt: Chơn Nhơn
Các chiêu thức:
Trường Xà Xuất Độc,
Hắc Bạch Xuất Trùng,
Điện Lôi Mịt Mù,
Đuổi Sét Ngăn Sấm,
Hắc Hổ Xuất Tâm,
Hắc Tâm Bảo Chưởng,
Hắc Tâm Sa Chưởng,
Hắc Tâm Sát Chưởng,
Hắc Hổ Cuồng Phong

#### Hắc Tiểu Hổ
Hắc Tiểu Hổ là con trai Hắc Tâm Hổ, là Thiếu chủ Ma giáo. Anh có võ nghệ cao cường, hơn cả Hồng Miêu và từng nhân vật khác trong Thất hiệp. Tuy thuộc phe tà ác nhưng (ban đầu) anh xứng đáng là một chính nhân quân tử, ân oán phân minh. Anh có tình cảm với Lam Thố nên cực kì căm ghét Hồng Miêu, cả trên chiến trường lẫn "tình trường", nhất là khi anh thấy Lam Thố quan tâm đến Hồng Miêu mà không chú ý đến mình. Khi đó, anh đã tức uất lên và thề sẽ tiêu diệt toàn bộ Thất hiệp. Trong khi tưởng Hồng Miêu đã chết, anh đã cải trang thành cậu và luyện Trường Hồng Kiếm Pháp, chờ ngày Thất kiếm hợp bích để bắt kỳ lân về cho cha và giết Thất hiệp. Đồng thời khi ấy, anh bắt đầu khống chế thất hiệp bằng chiêu hồn dụ (Chiêu thức trước đây Mã Tam Nương dùng để khống chế Sa Lệ) nhưng may sao nhờ trí thông minh của Lam Thố và Hồng Miêu kèm theo sự bỏ bê trọng trách của Trư Vô Giới nên kế hoạch thất bại. Anh tức máu lên giết chết Trư Vô Giới (có ý định tạo phản) và liều mạng lao tới định giết chết thất hiệp. Tuy nhiên, anh lại tự giẫm vào bẫy của chính mình nên qua đời.
Lồng tiếng Việt: Kiêm Tiến
Vũ khí: Thiên Ma Tiêu Xa
Chiêu thức:
Hổ Hạ Cao Sơn
Mãnh Hổ Hạ sơn
Hắc Tâm Sát Chưởng
Hắc Tâm Sa Chuởng
Chi Tiêu Hổ Sơn
Tiêu Chi Loạn Vũ
Liên Sơn Tọa Vũ
Hoàng Tiêu Xa.
Thiên Ma loạn vũ

#### Mã Tam Nương
Mã Tam Nương là Phó Giáo chủ Ma giáo, thuộc hạ tin cẩn của Hắc Tâm Hổ. Khi Hồng Miêu và Lam Thố đi tìm các truyền nhân của Thất hiệp, ả đã hại Sa Lệ - tay kiếm thứ ba Tử Vân kiếm chủ - và thay thế vị trí của cô trong Thất hiệp. Ả theo Ma giáo nhưng lại muốn Thất kiếm hợp bích vì ả ta muốn nhờ Thất hiệp tiêu diệt Hắc Tâm Hổ, còn mình thì đợi khi mọi việc xong xuôi thì bắt Kì lân để xưng bá võ lâm. Rốt cuộc, ả bị Sa Lệ - lúc này đã khổ luyện thành công kiếm pháp tay trái - đánh bại nhưng không chết. Ả ta vẫn còn sống và xuất hiện ở phần hai với tư cách là mẹ của A Mộc.
Lồng tiếng Việt: Lê Hà
Chi tiết: Mã Tam Nương từ nhỏ đã sống trong cảnh ăn xin. Cô có một người con trai tên là A Mộc Tinh. Vì nghèo quá nên Mã Tam Nương bất đắc dĩ phải để con lại cho một người tốt bụng nuôi. Xong ả mới theo Ma Giáo và học trộm Tử Vân Kiếm Pháp. Mã Tam Nương thay thế Sa Lệ vào nhóm Thất Kiếm. Phút cuối cùng sau khi Thất kiếm hợp bích, tuy không bắt được Kì Lân nhưng ả ta đã may mắn thoát khỏi mũi đao của Sa Lệ. Ả đi tìm lại con. Nhưng ông lão nhận nuôi A Mộc không cho ả ta gặp. Mã Tam Nương làm đủ mọi cách để gặp con nhưng không được. Bất đắc dĩ, ả đành giết luôn ông lão. Sao đó Mã Tam Nương lợi dụng con mình nhằm mục đích giết Hồng Miêu và Lam Thố để bắt Kì Lân. A Mộc nghe lời mẹ và giết Lam Thố. Lúc Lam Thố hấp hối, A Mộc mới tỉnh ngộ, và hy sinh thân mình để lấy lại mạng sống cho Lam Thố. Lúc A Mộc chết, Mã Tam Nương đã rất hối hận và quyết định bỏ đi tu. Ả ta quả thực là một kẻ lừa gạt, độc ác, nham hiểm, kể cả với con mình.

#### Trư Vô Giới
Trư Vô Giới, hay còn gọi là Trư Tứ Đường Chủ, là thuộc hạ của cha con Hắc Tâm Hổ, có vị trí cao trong Ma giáo. Y là một kẻ tiểu nhân bỉ ổi, không từ bỏ bất cứ thủ đoạn nào để đạt được mục đích. Tính y háo sắc, thấy gái đẹp là mê, đã từng đến cung Ngọc Thiềm để cầu hôn Lam Thố nhưng bị khước từ. Ngoài ra, Trư Vô Giới còn là kẻ lừa thầy phản bạn, giết hại Ngưu Toàn Phong. Rốt cuộc, y cũng bị Hắc Tiểu Hổ giết chết. Nhưng hắn đã không chết mà xuất hiện trong Phần 5 (tập 71) và vẫn nham hiểm, độc ác. Trong tập 71 Phần 5 hắn đã siết cổ Hồng Miêu nhưng bất thành.
Lồng tiếng Việt: Minh Triết

#### Ngưu Toàn Phong
Ngưu Toàn Phong, hay còn gọi là Ngưu Tam Đường Chủ, là thuộc hạ của Hắc Tâm Hổ. Hắn là bạn rượu của Đại Bôn. Hai người chơi với nhau khá thân thiết, mặc dù Đại Bôn theo Thất hiệp còn Ngưu Toàn Phong bên Ma giáo. Cả hai thường cùng nhau thi uống rượu, chơi cờ bạc với nhau và trong mỗi lần như vậy thường chủ yếu vui là chính. Ngưu Toàn Phong không như Trư Vô Giới, hắn thật thà, thuộc hàng vũ dũng, khoái lập công nhưng cũng biết trọng tình bạn. Sau này, do vụ truy sát Sa Lệ, Ngưu Toàn Phong vì cứu Đại Bôn mà hi sinh tính mạng trước bàn tay tàn độc của Trư Vô Giới.
Lồng tiếng Việt: Trường Tân

### Nhân vật khác phần 1

#### Lục Tẩu
Mẹ nuôi của Đại Bôn, rất yêu thương con,và có khả năng hợp bích.
Lồng tiếng Việt: Huỳnh Anh

#### Tử Thố
Tì nữ trong Ngọc Thiềm Cung và là nô tì thân cận nhất của Lam Thố. Cô hi sinh vì bảo vệ Hồng Miêu, Lam Thố và Đại Bôn.
Lồng tiếng Việt: Thanh Hồng

## Phần 2: Hồng Miêu Lam Thố A Mộc Tinh

### A Mộc Tinh
A Mộc Tinh là con trai của Mã Tam Nương. Nhưng từ nhỏ được một người tốt bụng nuôi nấng. Về sau Mã Tam Nương gặp được cậu và đã lợi dụng cậu để giết Hồng Miêu, Lam Thố. Nhưng lần đầu tiên gặp cậu, Hồng Miêu và Lam Thố đã cứu cậu. Đặc biệt Lam Thố lại coi cậu như tiểu đệ của mình và đối xử rất tốt với cậu. Nhờ tình yêu thương của Lam Thố, cậu đã dần hiểu ra bộ mặt phản diện của Mã Tam Nương và đã đánh đổi mạng sống của mình để sửa chữa những việc làm sai lầm trước đây.

## Phần 3: Hồng Miêu Lam Thố phiêu lưu ký

### Nội dung phần 3
Trong ngày kỷ niệm một năm đánh bại Ma giáo của Thất hiệp (cũng là ngày Lam thố mừng chức Sứ giả hòa bình) đã xảy ra hàng loạt các thiên tai kèm theo đó là những âm mưu xung bá võ lâm của Tộc chuột. Lấy năm viên tinh thạch: Kim, Mộc, Thủy, Hỏa, Thổ, kết hợp với Ngũ nhạc đỉnh sẽ xảy ra hiện tượng Thiên ngoại Phi thiên khiến người dùng có sức mạnh vô địch. Một thế lực khác là Thiên lang môn đã làm phức tạp hơn sự việc, bản chất họ là những người tốt nhưng do Tộc chuột gây hiểu lầm rằng Hồng Miêu bắt Nhị Lang khiến họ đánh nhau với Thất hiệp một cách ác liệt. Phần ba khá phức tạp nhưng thú vị, các sự kiện sau đó diễn biến bất ngờ có người lúc đầu thiện sau ác, lúc đầu ác sau thiện, ở phe thiện nhưng ác, ở phe ác nhưng thiện.
- Nhân vật:
  - Nhân vật chính diện: Thất hiệp, Đại Lang, Nhị Lang.
  - Nhân vật đa phần là chính diện (trên 50% xuất hiện là chính diện): Bạch Sát, Linh Nhi.
  - Nhân vật đa phần là phản diện (trên 50% xuất hiện là phản diện): Hoàng hậu chuột, Đại tế tư.
  - Nhân vật phản diện: Tam Lang (phản diện chính), Hắc Sát (99% xuất hiện là phản diện, khi chết không được về trời).
  - Thiệt hại nhân vật: Đại Lang, Linh Nhi, Bạch Sát hy sinh vì chính nghĩa, Hắc Sát bỏ mạng (tất cả các nhân vật chết đều bị Tam Lang giết chết hay nhằm để chống lại Tam Lang), Tam Lang

### Tộc chuột
Theo chức vụ từ lớn đến bé:
- Hoàng gia: Hoàng hậu Chuột
  - Thánh nữ: Linh Nhi
  - Thừa tướng: Đại Tế Tư
    - Đại hộ pháp: Tam Lang (khi đã phản bội thất hiệp)
      - Hộ pháp 1: Bạch Sát
      - Hộ pháp 2: Hắc Sát
        - Đội trưởng: Khiêu Khiêu (làm gián điệp)

#### Linh Nhi
Cô là thánh nữ của bộ tộc chuột, cực ki thích Hồng Miêu. Lúc đầu, cô giả danh là học trò của Thần y Đậu Đậu và làm cho Thiên Lang Môn và Thất hiệp có những bất đồng với nhau. Nhưng về sau, cô luôn giúp đỡ họ làm Hoàng Hậu Chuột phải xóa đi ký ức của cô về Thất hiệp. Cô là người đầu tiên trong Tộc chuột nhận ra sai lầm của tộc mình. Trong lúc mọi người đang tìm cách cứu vãn tình thế thì cô đã hy sinh tính mạng để đổi lấy sự yên bình cho thế giới. Lúc đầu là nhân vật phản diện, sau trở thành chính diện.
Lồng tiếng Việt: Lê Hà
Các chiêu thức:
Tịch Lịch Ba Chưởng,
Cửu Cửu Quy Nhất,
Phong Quyển Toàn Vân,
Tử Vương Chân Khí,
Tiên Nhân Chỉ Núi Nghiên Các Cựu Thạch,
Lai Cầu Vạn Vân Lương Cát Tựu Thạch,
Phong Thiên Cứu Lắm,
Thúc Cố Chuyển Công,
Tắt Đèn Phá Trận,
Toàn Phong Vũ Điệu,
Ngàn Cân Trụy,
Ma Âm Đại Pháp

#### Hoàng hậu Chuột
Còn gọi là Vương Hậu Chuột. Là mẹ của Linh Nhi. Bà muốn xưng bá thiên hạ nên đã nhờ con gái trà trộn vào trong Thất hiệp và gây mâu thuẫn giữa Thất hiệp và Thiên Lang Môn. Bà rất độc ác không có tình người (kể cả với Linh Nhi con mình), là nguyên nhân dẫn đến cái chết của Đại Lang, Bạch Sát, Linh Nhi. Chỉ đến khi bị thuộc hạ là Tam Lang phản bội (Đại Tế Tư, Hắc Sát cũng phản bội) và không còn bất cứ cơ hội xưng bá võ lâm, bà mới cầu cứu Thất hiệp một cách hèn hạ và được chấp nhận. Trong hầu hết các tập, bà là nhân vật phản diện, chỉ đến khi quá muộn không còn cứu vãn được tình thế dẫn đến con gái bà hy sinh, bà mới không còn ước mơ xưng bá thiên hạ nữa.
Lồng tiếng Việt: Phan Thị Kim Phước
Các chiêu thức:
Ma Trượng Xuất Thế,
Ma Trượng Thần Công,
Ma Trượng Sắp Mệnh Tỏa,
Ma Âm Thiên Trảo,
Ma Âm Đại Pháp,
Tỏa Thần Công,
Phân Thân Trảm

#### Đại tế tư
Vị đại sư của bộ tộc chuột, vì ngũ nhạc đỉnh mà ông đã chết đi sống lại rất nhiều lần, ông cũng là mấu chốt quan trọng của bộ tộc chuột với những phát minh điên rồ. Ông không trung thành với tộc chuột vì mê ước mơ phi thiên đã bị Tam Lang lợi dụng gây nhiều việc độc ác. Tập cuối ông mới nhận ra sai lầm của mình. Là nhân vật phản diện
Lồng tiếng Việt: Đặng Hạnh Phúc

#### Hắc Bạch song Sát
Thuộc hạ cao cấp của tộc chuột, chức vụ hộ pháp gồm Hắc Hộ pháp và Bạch Hộ pháp mặc dù tính tình trái ngược nhau.

##### Hắc Sát
Hộ pháp của tộc chuột. Tính cách tham lam, hèn nhát, ham công danh. Vì ngu ngốc và muốn giết Lam Thố và Linh Nhi nên đã bị Tam Lang biến thành một quả bom sau khi ăn nhân sâm đặc chế của Tam Lang. Những giây cuối đời, Hắc Sát bám vào Tam Lang làm y bị thương sau khi chính hắn bị nổ banh xác và lìa đời một cách đầy đau đớn. Hắn hối hận đã quá muộn khi biết mình chắc chắn đã chết (trước khi biết mình chắc chắn chết hắn vẫn còn tâm địa độc ác, hèn hạ) nên khác với Bạch Sát không được hiển linh về trời. Là nhân vật phản diện thứ 2 (sau Tam Lang).
Lồng tiếng Việt: Lê Trường Tân

##### Bạch Sát
Hộ pháp của tộc chuột nhưng không như Hắc Sát. Tuy ở phe phản diện nhưng cũng là một đấng quân tử, giàu lòng nhân hậu. Ngưỡng mộ Hồng Miêu dù là kẻ địch. Là người duy nhất trung thành đến cuối đời với bộ tộc chuột, bất kể nhiều lúc tộc chuột làm nhiều việc sai trái (và đây cũng chính là khuyết điểm lớn nhất của Bạch Sát) sau này vì cứu Hồng Miêu mà hy sinh, trong lúc hấp hối được Hồng Miêu tha thứ và quy tiên về trời, có thể coi là nhân vật chính diện. Ngoài ra, anh có thể có tình cảm với Linh Nhi.
Lồng tiếng Việt: Ngô Minh Triết

### Thiên Lang Môn
Môn phái do Đại Lang làm đại trưởng môn, Nhị Lang (nhị trưởng môn), Tam Lang (tam trưởng môn), môn phái luôn đối xử tốt với mọi người, ban đầu vì bị hiểu lầm nên mới giao chiến với Thất hiệp, sau đó 2 bên là đồng minh, nhưng không lâu sau Tam Lang tạo phản giết chết Đại Lang, bắt giam Nhị Lang nên Tam Lang độc chiếm Thiên Lang Môn gây hàng loạt tội ác với danh nghĩa đại trưởng môn. Đại Lang và Nhị Lang là nhân vật chính diện.

#### Đại Lang
Đại trưởng thiên lang môn, cũng là bác của Tiểu Kính Tử. Người đã vì Hồng Miêu mà ra đi chính nghĩa, vì bị Tam Lang hạ độc giết chết. Trước đó đã đánh nhau với Hồng Miêu vì bị Tộc Chuột và Tam Lang lừa dối.
Lồng tiếng Việt: Trần Vũ

#### Nhị Lang
Nhị đệ của Đại Lang, bị tộc Chuột bắt giữ, sau được Tam Lang giải thoát nhưng bị Tam Lang lừa dối. Cuối cùng được giải thoát nhưng bị mất hết võ công vì sử dụng " ngự phong di hàn " để có thể giúp Linh Nhi, Tiểu Kính Tử (là nguyên tố thứ 6) đến kịp để tiêu diệt Tam Lang.
Lồng tiếng Việt: Hồ Chơn Nhơn

#### Tam Lang
Tam đệ trong ba anh em, ban đầu y là tam trưởng thiên lang môn dưới quyền 2 anh (Đại lang, nhị lang) là người tốt nên dù có bốc đồng, đố kị, ghen ghét người khác một chút nhưng có lẽ vẫn chưa đến nỗi nào. Từ khi Nhị lang mất tích (bị Tộc chuột bắt) ngày càng lâu y mới bắt đầu dối trá, trù dập Thất hiệp với Đại lang, muốn Nhị lang mãi mãi mất tích để tham vọng ngồi vào ghế nhị trưởng môn, nói những điều trái sự thật về Thất hiệp để mâu thuẫn hai bên ngày càng tăng (mục đích có thể để thúc đẩy Đại lang trừ khử các thành viên trong thất hiệp nhằm làm cho cuộc tìm kiếm nhị lang kết thúc để y mặc nhiên thăng cấp làm nhị trưởng môn). Tham vọng bất chính nhưng y vẫn chưa có ý định phản lại anh mình chỉ khi bị Linh nhi làm cho mù mắt làm mọi cách mà vẫn không có tác dụng, dù cho y cứu Nhị lang để xin nhị ca chữa mắt cho mình mà Nhị lang cũng bảo không có cách nào chữa khỏi, lúc đó hắn mới bộc lộ toàn bộ sự độc ác của mình khi ép nhị lang đưa tinh thạch cho hắn, hắn muốn lấy tinh thạch để xung bá võ lâm, đương nhiên Nhị lang không đưa nên y lợi dụng nhị lang đang bị thương để tấn công Nhị lang và giam giữ ông từ đó. Từ lúc ấy y là một tên lừa thầy phản bạn, bỉ ổi, vô liêm sĩ (chẳng thua kém là bao Trư Vô Giới phần 1). Là nhân vật phản diện chính phần 3.
Lồng tiếng Việt: Văn Tài

#### Tiểu Kính Tử
là con gái của Nhị Lang lúc đầu thì bị mù nhưng được Nhị Lang dùng Hóa Thạch Đại Pháp chữa trị không còn mù nữa.Là một cô bé rất dễ thương và nhân hậu và còn rất yêu quý các truyền nhân của Thất Kiếm, coi Hồng Miêu, Lam Thố và Linh Nhi là huynh tỷ của mình.
Lồng tiếng Việt: Kiều Oanh

### Thỏ Ngọc Tiên Nữ
Là tổ tiên của Lam Thố, rất xinh đẹp và tài giỏi
Lồng tiếng Việt: Nguyễn Võ Minh Chuyên

## Phần 4: Hồng Miêu Lam Thố và Quang Minh kiếm
- Nhân vật:
  - Nhân vật chính diện: Thất hiệp, phu nhân Tuyết tinh, Mạc Tương, Hỏa Vân Kiếm Chủ, Hỏa Viêm Kiếm Chủ.
  - Nhân vật cuối cùng là chính diện: Tuyết nhi, Hắc Phong, Hắc Vũ.
  - Nhân vật phản diện: Linh Sơn Môn Chủ, Mạc Thù.
  - Thiệt hại nhân vật: Hỏa Vân Kiếm Chủ, Hỏa Viêm Kiếm Chủ, Phu nhân Tuyết tinh hy sinh. Mạc Thù, Linh Sơn Môn Chủ bỏ mạng. Hắc Phong, Hắc Vũ. Tuyết Nhi hy sinh tuổi già có thể qua đời ngay từ lúc đó.

### Linh Sơn Môn
Theo chức vụ từ lớn đến bé:
- Trưởng môn: Linh Sơn Môn Chủ
  - Công chúa: Tuyết Nhi
    - Hộ pháp: Mạc Thù
      - Đường chủ 1: Hắc Phong
      - Đường chủ 2: Hắc Vũ

#### Linh Sơn Môn Chủ
Là một người tàn bạo. Lão muốn đúc luyện Hắc Long Kiếm để xưng bá thiên hạ nên đã lừa gạt Tuyết Nhi, nói rằng mình là cha của cô. Khi Linh Sơn Môn Chủ định mở cánh cửa Hắc Ám để thống trị thiên hạ thì Thất kiếm cùng Mạc Tương, Tuyết Nhi vừa đúc xong Quang Minh Kiếm. Duy lão đã phá hủy linh hồn của kiếm, nhưng Tuyết Nhi đã phục hồi lại, tiêu diệt Hắc Long Kiếm và Linh Sơn Môn Chủ. Là nhân vật phản diện chính của phần bốn.
Lồng tiếng Việt: Nguyễn Trí Luân

#### Tuyết Nhi
Tuyết Nhi là người của Tuyết Sơn Tộc và là con gái của Tuyết Tinh phu nhân. Cô nàng lạnh lùng. Cô là một trong những Truyền Nhân của Tuyết Sơn Tộc. Cô từng bị Linh Sơn Môn Chủ lừa gạt về thân phận của mình. Sau khi tìm ra sự thật, cô đã cùng mẹ của mình, Thất Hiệp và Mạc Tương hợp sức chống lại Linh Sơn Môn Chủ cùng mưu đồ của hắn. Sau cùng, Tuyết Nhi đã hy sinh bản thân mình để tiêu diệt Linh Sơn Môn Chủ. Cô rất yêu thương mẹ. Sau khi cô nhận ra Mạc Tương là sư huynh, ngày nhỏ vẫn chơi đùa cùng cô, Tuyết Nhi bắt đầu có tình cảm với anh. Đặc biệt cô cũng là họ hàng của Lam Thố vì Cung Tuyết Vũ và Cung Ngọc Thiềm đều thuộc Tuyết tộc.
Lồng tiếng Việt: Nguyễn Võ Minh Chuyên
Nơi ở: Cung Tuyết Vũ - Tuyết Sơn Tộc
Vũ khí: Quạt Hoa Tuyết
Chiêu thức:
Hồng Băng Tuyết Tan
Ánh Băng Chi Linh
Tuyết Vũ Chi Hoa
Tuyết Vũ Đại Pháp
Tuyết Vũ Linh Khí
Tuyết Vũ Hoa Ban
Tuyết Vũ Tuyệt Kĩ Tuyết Vũ Trị
Tuyết Vũ Băng Hội Đại Pháp
Tinh Linh Chi Vũ
Phi Tuyết Phi Chi Đại Pháp
Chi Vũ Phi Tuyết Phi Chi Đại
Băng Lăng Ngọc Toái
Băng Tuyết Ngự Trị Thần Công
Hàn Khí Xuất Công
Hàn Băng Chát
Quạt Hoa Mưa Băng
Vũ Pháp Băng Tiên
Quyền Băng Chân Khí
Tuyết Ngọc Băng Đóng Tuyết
Tuyết Nhi Thiên Hoa
Tuyết Tinh Chi Hoa
Sinh Mệnh Phục Tô
Lực Phách Hoa Sơn
Hoa Điệp Đại Pháp
Hoa Tiên Mãn Nguyệt
Hoa Khai Mãn Nguyên
Tuyết Hoa Mãn Nguyệt
Hoa Sen Băng Ngọc Đại Pháp
Hoa Sen Đại Pháp
Tuyết Vũ Thiên Lai
Thiên Vũ Chưởng
Tuyết Tinh Thiên Các
Tuyết Tinh Băng Thiết
Tuyết Vũ Tụ Khí
Tuyết Vũ Hoa Khí
Tuyết Vũ Hàn Khí
Tuyết Vũ Thiên Bão
Tuyết Vũ Địa Thiên
Tuyết Vũ Phách Thiên
Ngọc Băng Hoa Tuyết
Tuyết Vũ Lôi Địa
Tuyết Vũ Ngọc Hoa
Băng Ngọc Chi Tuyết
Băng Tuyết Chi Linh
Tuyết Mây U Ám
Tuyết Khí Vạn Trân
Tuyết Vi Chi Vũ
Tuyết Công Khí Ải
Tuyết Hồng Bão Chi
Tuyệt Tình Thiên Nhân
Tuyết Thiên Địa Chủ
Tuyết Băng Giăng Hoa
Băng Vị Thiên Cô
Tuyết Băng Ngọc Giao
Tuyết Phi Hoa Tiễn.

#### Hắc Phong - Hắc Vũ
2 người là vợ chồng và là thuộc hạ của Linh Sơn Môn Chủ, về sau là đồng minh của Thất hiệp.

##### Hắc Phong
Lồng tiếng Việt: Lê Trường Tăn
Rất yêu thương vợ mình, sau cùng đã vì Hắc Vũ mà hy sinh.

##### Hắc Vũ
Lồng tiếng Việt: Cao Thụy Thanh Hồng
Cũng yêu thương chồng, tính tình thô lỗ, tự cao, sau vì bị Linh Sơn môn chủ phạt đã hóa câm, sau cái chết của Hắc Phong, cô quá đau buồn nên chỉ sau 1 đêm, tóc đã bạc trắng. Được thất hiệp chữa khỏi câm, cô rất biết ơn. Cuối cùng cô đã đi hy sinh vì thất hiệp, được đoàn tụ với chồng nơi chín suối.

#### Mạc Thù
Mạc Thù là người trong Hoả Sơn Tộc. Vì không được truyền bí kíp tạo Quang Minh Kiếm nên đã đố kị với Mạc Tương. Mạc Thù quyết định phản bội sư phụ và Hỏa Sơn Tộc quay sang làm gián điệp một cách hèn hạ cho Linh Sơn Môn Chủ và có một vị trí cao trong Linh Sơn Môn. Đặc biệt Mạc Thù vô cùng thích Tuyết Nhi. Bằng chứng là khi nghe thấy Linh Sơn Môn Chủ nói Hắc Long Kiếm có thể chữa bệnh cho Tuyết Nhi nên đã ngoan ngoãn giúp hắn đúc kiếm. Khi biết mình bị lừa, cậu đã bỏ cánh tay phải để bảo vệ cho Tuyết Nhi.
Lồng tiếng Việt: Hồ Chơn Nhơn

### Phu nhân Tuyết Tinh
Phu nhân Tuyết Tinh là mẹ của Tuyết Nhi. Bà còn là cung chủ cung Tuyết Vũ. Hơn 10 năm trước Linh Sơn Môn Chủ đã phá huỷ cung Tuyết Vũ của bà, cướp đi Tuyết Nhi. Từ đó bà bị hôn mê và nằm bất tỉnh, cho đến khi Lam Thố và mọi người tới cứu. Bà và Tuyết Nhi rất thân với Đại Bàng Tuyết (Tuyết Nhi gọi là Tuyết Kỳ Nhi). Bằng chứng là khi Mạc Thù giết chết Đại Bàng Tuyết, bà đã không màng đến tuổi thọ của mình mà dùng chiêu thức "Sinh Mệnh Phục Tô" để cứu lấy Đại Bàng Tuyết.
Lồng tiếng Việt: Lưu Ái Phương

### Mạc Tương
Là truyền nhân đúc Quang Minh Kiếm của Hỏa Sơn Tộc. Sư huynh của Tuyết Nhi. Có tình cảm với Tuyết Nhi. Cậu cũng có họ hàng với Hồng Miêu vì cả hai người đều có liên quan đến lửa.
Lồng tiếng Việt: Lê Trường Tân
Nơi ở: Hỏa Sơn - Hỏa Sơn Tộc
Vũ khí: Quang Minh Kiếm
Chiêu thức: Thiên địa hàm bi
-Hỏa Sơn Tuyệt Kĩ
-Hỏa Sơn Tuyền
-Hỏa Sơn Chi Vũ

### Hỏa Vân Kiếm Chủ
Sư phụ của Mạc Tương và Mạc Thù, bị Mạc Thù và Linh Sơn Môn Chủ lừa gạt nhiều lần. Đã hi sinh trong một lần cứu Mạc Tương khỏi đòn tấn công của Linh Sơn Môn Chủ.
Lồng tiếng Việt: Văn Tài

### Hỏa Viêm Kiếm chủ
Sư thúc của Mạc Tương. Đã hy sinh trong một lần cứu Mạc Tương
Lồng tiếng Việt: Trần Vũ

## Phần 5: Hồng Miêu Lam Thố và Phượng Hoàng Lửa [?]

### Hắc Long
Là nhân vật phản diện phần năm, đã thoát ra khỏi sự giam giữ dưới đại dương và làm loạn, sau này bị Phượng Hoàng Lửa thu nhỏ lại và trở thành thú nuôi của Tiểu Ly

### Phượng Hoàng Lửa
Tên thật là Tiểu Phong, là người tiêu diệt Hắc Long, anh của Tiểu Tiểu Hắc.

### Tiểu Ly
Là một nhà ảo thuật tài ba được sinh ra ở thị trấn Lưu Hoa. Khả năng võ thuật kém, nhưng pháp thuật lại vô cùng tốt.
- Ngày sinh:1/9
- Tính cách: Đôi lúc hay kiêu ngạo nhưng rất tốt bụng
- Vũ khí: Những dụng cụ phép thuật
- Các chiêu thức:

+Thuật Phân Thân
+Thiên Lý Băng Phong
+Thiên Địa tù lao
+Phân Thân ảo ảnh
+Trung Cực Băng Đàn
+Phản Quang

### Tiểu Tiểu Hắc
Tiểu Tiểu Hắc xuất hiện ở thị trấn Long Hoa, nơi mà Thất Hiệp đã gặp Tiểu Phong trước đó không lâu. Do Tiểu Tiểu Hắc và Tiểu Phong quá giống nhau nên nó bị người dân tưởng lầm là Tiểu Phong - Phượng Hoàng Lửa đã đánh bại Hắc Long. Nhân cơ hội, nó ăn sung mặc sướng và được mọi người ngưỡng mộ. Tuy nhiên sau này, nó đã gây ra đại họa cho Thất Hiệp, khiến Ngũ hiệp biến thành trẻ con, Lam Thố mất trí nhớ cùng võ công. Còn lại Hồng Miêu, người thiệt hại ít nhất, chỉ mất võ công, cùng Tiểu Ly lên đường tìm cách khôi phục Thất Hiệp.

### Thủy Đinh Đương
Thủy Đinh Đương là một cô gái tính tình khó ưa, ngang ngược nhưng thông minh và nhanh trí. Đinh Đương là một cô gái rất đam mê học võ nhưng vì quy định trên đảo Phượng Hoàng nên cô không được học võ chính thức. Do hiểu lầm nên ở những tập đầu cô đã gây khó khăn cho Hồng Miêu trong việc gia nhập Võ Quán Phượng Hoàng.Và sau đó cô đã hại Hồng Miêu rất nhiều. Nhưng cuối cùng lại thích Hồng Miêu. Chính vì lẽ đó cô không thích Lam Thố cho lắm
VìHồng Miêu để ý đến Lam Thố nên Đinh Đương càng ngày tỏ ra ghét Lam Thố. Và tỏ ra ghét những vật màu xanh.
Chiêu thức: +Thực Vật Thao Túng
+Thiên La Địa Võng

### Thủy Linh Linh
Là mẹ của Đinh Đương, lúc đầu thì không cho Đinh Đương học võ, sau đó được Đinh Đương cứu nên đã quyết định cho Đinh Đương học võ. Bà cũng đã có lúc bị thương vì cứu Hồng Miêu. Trình độ nấu ăn rất tệ.

### Quy Cửu Cửu
Là chủ của Võ Quán Phượng Hoàng, đồng thời lại là cha của Đinh Đương. Tuy là chủ võ quán nhưng ông ta lại không biết tí võ công nào cả. Ông phải nhờ vợ ông giúp mới giữ được võ quán.

### Hàn Thiên
Cậu mất mẹ từ khi còn nhỏ. Cậu luôn mang theo mình chuỗi ngọc trân châu, vật mẹ cậu để lại và giữ gìn nó rất cẩn thận. Mỗi khi nhìn thấy Lam Thố, cậu tưởng như đang nhìn thấy mẹ mình nên cậu đã cứu Lam Thố lúc sóng thần cuốn đi và quan tâm chăm sóc cô rất nhiều. Khi bị mất trí nhớ, Lam Thố dường như đã dành tình cảm của mình cho cậu, vì cô cảm thấy ở bên cậu rất an toàn. Cũng chính vì điều này nên có đôi lần Hồng Miêu xích mích với cậu.

### Gấu Kiên Cường
Là một người học ở Võ Quán, tài năng và trí tuệ đều thấp kém, chỉ biết dựa vào ba mình. Gấu Kiên Cường rất có tình cảm với Thủy Đinh Đương, nhưng Đinh Đương thì không thích, chỉ thích một mình Hồng Miêu.
Gấu Kiên Cường hay bắt nạt, quậy phá Hồng Miêu và Lam Thố, nhưng đều bị Đinh Đương trả đũa.

### Tí tẹo
Tay sai của Gấu Kiên Cường.

### Lư Bảo Bảo
Cũng là tay sai của Gấu Kiên Cường.